# بحر الشمال
 بحر الشمال هو بحر يقع في شمال أوروبا بين النرويج والدنمارك من الشرق والمملكة المتحدة من الغرب وألمانيا وهولندا وبلجيكا وجزء ليس بالكبير من فرنسا من الجنوب. يتصل بحر الشمال ببحر البلطيق عن طريق بحر سكاغيراك ومنه لخليج كاتيغات المتصل بالبلطيق. يتصل بحر الشمال بالمحيط الأطلسي من الجنوب عن طريق مضيق دوفر ومنه إلى القناة الإنجليزية ومن الشمال عن طريق البحر النرويجي.
طوله حوالي 965 كم، ويبلغ أقصى عرضه 643 كم. يقل عرضه عند مضيق دوفر، ويبلغ أقصى عمق له 700م عند سواحل النرويج. يكون ضحلا في عدة مناطق، أكبرها عند (دوجر بانك)، بين إنجلترا والدنمارك، وهي من أشهر مراكز صيد الأسماك في بحر الشمال.

## الجغرافيا
يحد بحر الشمال من الغرب جزر أوركني والساحل الشرقي لبريطانيا العظمى، ومن الشرق والجنوب البر الرئيسي لأوروبا الشمالية والوسطى، بما في ذلك النرويج والدنمارك وألمانيا وهولندا وبلجيكا وفرنسا. في الجنوب الغربي، وراء مضيق دوفر، يصبح بحر الشمال القناة الإنجليزية التي تتصل بالمحيط الأطلسي. في الشرق، يتصل ببحر البلطيق عبر سكاغيراك وكاتيغات، وهما مضيقان ضيقان يفصلان الدنمارك عن النرويج والسويد على التوالي. في الشمال، تحده جزر شتلاند ويتصل ببحر النرويج، الذي يعد بحرًا هامشيًا في المحيط المتجمد الشمالي.
يبلغ طول بحر الشمال أكثر من 970 كيلومترًا (600 ميل) وعرضه 580 كيلومترًا (360 ميل)، بمساحة تبلغ 750 ألف كيلومتر مربع (290 ألف ميل مربع) وحجم يبلغ 54 ألف كيلومتر مكعب (13 ألف ميل مكعب). توجد حول حواف بحر الشمال جزر وأرخبيلات كبيرة، بما في ذلك شتلاند، أوركني، وجزر فريزيا. يستقبل بحر الشمال مياه عذبة من عدد من مستجمعات المياه القارية الأوروبية، وكذلك من الجزر البريطانية. جزء كبير من حوض تصريف المياه الأوروبي يصب في بحر الشمال، بما في ذلك مياه بحر البلطيق. أكبر وأهم الأنهار التي تصب في بحر الشمال هي نهر إلبه ونهر الراين - ميز. يعيش حوالي 185 مليون شخص في منطقة مستجمعات مياه الأنهار التي تصب في بحر الشمال، والتي تشمل بعض المناطق الصناعية بشكل كبير.

### المعالم الرئيسية
يقع البحر بمعظمه على الرف القاري الأوروبي بمتوسط عمق 90 مترًا (300 قدم). الاستثناء الوحيد هو الخندق النرويجي، الذي يمتد بالتوازي مع الشاطئ النرويجي من أوسلو إلى منطقة شمال بيرغن. يبلغ عرضه بين 20 و30 كيلومترًا (12 و19 ميل) وله عمق أقصى يبلغ 725 مترًا (2,379 قدم).
ترتفع نبكة دجر، وهي ركام شاسع أو تراكم للحطام الجليدي غير المتماسك، إلى 15-30 مترًا (50 إلى 100 قدم) تحت السطح. هذا المعلم جعل من هذه المنطقة أفضل موقع لصيد الأسماك في بحر الشمال. منطقة الأربعين الطويلة والأربعة عشر العريضة هي مناطق كبيرة بعمق موحد تقريبًا بالقامات (أربعين قامة وأربعة عشر قامة أو 73 مترًا و26 مترًا أو 240 قدمًا و85 قدمًا على التوالي). تجعل هذه النبوك الكبيرة وغيرها من بحر الشمال خطيرًا بشكل خاص للملاحة، وقد تم تخفيف هذا الخطر عن طريق تنفيذ أنظمة الملاحة عبر الأقمار الصناعية. تقع «حفرة الشيطان» على بعد 320 كيلومترًا (200 ميل) شرق دندي، اسكتلندا. هذا المعلم هو سلسلة من الخنادق غير المتناظرة التي يتراوح طولها بين 20 و30 كيلومترًا (12 و19 ميل)، وعرضها بين كيلومتر واحد واثنين (0.6 و1.2 ميل) وعمقها يصل إلى 230 مترًا (750 قدم).
تشمل المناطق الأخرى الأقل عمقًا نبكة كليفر، ونبكة فيشر ونبكة نورديندر.

### الاتساع
تحدد المنظمة الهيدروغرافية الدولية حدود بحر الشمال على النحو التالي:
في الجنوب الغربي: خط يربط بين منارة فالدي (في فرنسا، 50°59'37" شمالًا، 1°54'53" شرقًا) ونقطة ليذركوت (إنجلترا، 51°10'01.4" شمالًا 1°24'07.8" شرقًا)، شمال شرق دوفر.
في الشمال الغربي. من رأس دونيت (58°40'20" شمالًا، 3°22'30" غربًا) في اسكتلندا إلى تور نيس (58°47' شمالًا) في جزيرة هوي، ثم عبر هذه الجزيرة إلى كام هوي (58°55' شمالًا) إلى بريك نيس في البر الرئيسي (58°58' شمالًا) عبر هذه الجزيرة إلى رأس كوستا (3°14' غربًا) وإنغا نيس (59°17' شمالًا) في ويستراي عبر ويستراي، إلى رأس بو، عبورًا إلى رأس مول (النقطة الشمالية من بابا ويستراي) وإلى سيل سكيرري (النقطة الشمالية من نورث رونالدساي) ومن ثم إلى جزيرة هورس (النقطة الجنوبية من جزر شتلاند).
في الشمال: من النقطة الشمالية (نقطة فيثالاند) للبر الرئيسي لجزر شتلاند، إلى غرافلاند نيس (60°39' شمالًا) في جزيرة يل، عبورًا إلى يل ثم إلى غلوب نيس (1°04' غربًا) ومن ثم إلى سبو نيس (60°45' شمالًا) في جزيرة أنست، ,وعبورًا بأنست إلى هيرما نيس (60°51' شمالًا)، إلى النقطة الجنوبية الغربية من رمبلينغز وإلى موكل فلوغا (60°51' شمالًا 0°53' غربًا) وكل هذه النقاط تندرج ضمن منطقة بحر الشمال؛ ثم صعودًا على خط الطول 0°53' غربًا على التوازي مع 61°00' شمالًا وشرقًا على طول هذا الخط على التوازي وصولًا إلى ساحل النرويج، بحيث يتم تضمين كل نبكة الفايكنغ في بحر الشمال.
في الشرق: الحدود الغربية لسكاغيراك [خط يربط بين هانستهولم (57°07′ شمالًا 8°36′ شرقًا) وناز (لينديسنيس، 58° شمالًا 7° شرقًا)].

## الأهمية

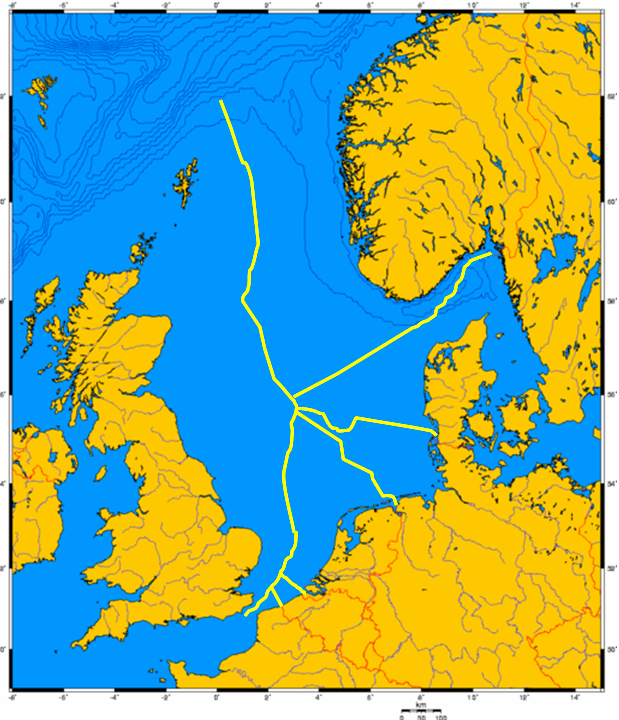
بحر الشمال

تكمن أهمية بحر الشمال الجغرافية في ربطه لمضيق دوفر والقنال الإنجليزي مع المحيط الأطلسي، وربطه سكاجيراك - وهو ذراع من البحر - مع مضيق كاتجات وبحر البلطيق، كما أنه يربط قنال كييل بين بحري الشمال والبلطيق.
ويعتبر بحر الشمال أحد أهم الممرات المائية في العالم للنشاط التجاري، وتشمل موانئه العديدة التي تنتشر بين ضفتيه لندن بإنجلترا، وهامبورغ بألمانيا، وأمستردام -التي تتصل به عبر قناة بحر الشمال - وروتردام بهولندا، وأنتورب ببلجيكا، ودنكرك بفرنسا.
وبما أنه ظل طريقًا للتجارة والنقل منذ العصور القديمة فقد جعل له موقعه أهمية خلال الحرب العالمية الأولى 1914 – 1918 والحرب العالمية الثانية 1939 – 1945 فسيطرت بريطانيا خلال الحرب العالمية الأولى على بحر الشمال وحرمت البحرية الألمانية من استخدامه في المرور إلى المحيط الأطلسي. أما خلال الحرب العالمية الثانية فقد سيطرت ألمانيا على الجزء الواقع بين النرويج وفرنسا من البحر. ولكن بريطانيا سيطرت على القنال الإنجليزي والمشارف الشمالية من البحر مما سمح لسفن الحلفاء باستخدام الممر المائي.

## المناخ
يعتبر بحر الشمال من أكثر البحار خطورة في ثبات مناخه حيث لايمكن التنبؤ بأحواله الجوية وبخاصة في الشتاء فقد تهب أحيانًا رياح بسرعة 160كم/الساعة، وعواصف عنيفة، مما يجعل الملاحة خطرة للغاية.

## الثروات الطبيعية
خلال ستينيات القرن العشرين تم اكتشاف كميات كبيرة من النفط والغاز الطبيعي تحت بحر الشمال واليوم تستخرج بريطانيا والنرويج كميات كبيرة من النفط من المنطقة ويتم ضخ الغاز الطبيعي بالأنابيب إلى ساحل بريطانيا وألمانيا.
وتأتي مناطق صيد الأسماك في بحر الشمال ضمن أغنى المناطق في العالم، وتوفر نحو 7,2 مليون طن من الأسماك سنويًا. وتشمل الأسماك التي يتم صيدها في بحر الشمال القد، والحدوق، والرنجة، والماكريل (الأسقمري)، والبلشار، والبلايس، وسمك موسى، والبياض. كما تتوفر أنواع عديدة من المحار.

## النباتات والحيوانات، وحماية البيئة

### الموائل من بحر الشمال
تقدم بحر الشمال مجموعة من أنواع الموائل المختلفة جدا، من مختلف المجتمعات البيولوجية مأهولة. وهكذا، فإن التمييز الأساسي في مواطن المناطق الساحلية، وأنواع مختلفة الساحلية مثل المنحدرات، الشواطئ الصخرية والسواحل الرملية وتشمل، من الموائل المائية الفعلية. توفر المناطق الانتقالية الهامة أيضا في حالة من بحر الشمال، والمستنقعات المالحة ومسطحات المد والجزر تمثل، التي تتميز عن تغيير في الظروف المعيشية تعتمد على المد والجزر. في بحر الشمال هي أكبر ومعظم الأنواع الغنية الطينية في العالم. مجالات مصبات الأنهار الكبيرة، ومصبات الأنهار، التي تتميز بمزيج من تدفق المياه العذبة في بحر الشمال والمياه المالحة بحر الشمال، فإنها تشكل نوع موطن واحد.
يمكن الموائل المائية أيضا أن تكون في المياه المفتوحة، والمعروفة باسم البحرية، وأسفل الماء، والقاعية تمييز. وتتميز الموائل القاعية بدوره عن طريق العمق وترابه. لذلك قد يكون صخري، أجش أو الرملية، كما يمكنك ارتداء أي طبقات الطمي، أكثر أو أقل.

### حماية البيئة
بحر الشمال يعاني من خلال التصريف المباشر للملوثات، من خلال التلوث الذي يؤدي إلى الأنهار معهم، وخصوصا في المناطق الساحلية المعرضة للاجهادات الذي يجمع استخدام البشري معها. وخفر السواحل لديها تأثير قوي على المشهد المتغير في جميع أنحاء ساحل بحر الشمال في الجنوب. الأنشطة السياحية والترفيهية تلعب دورا متناقضا - من ناحية أنها عبء على المناطق الساحلية بشدة، من ناحية أخرى لأنها توفر الحافز الاقتصادي المباشر، والمناظر الطبيعية سليمة إلى حد كبير و«جميلة» في الحصول عليها. بسبب الصيد الجائر انكمش في 1970s، وخاصة سكان بحر الشمال الرنجة. وقد انخفضت تراكمات بشكل كبير على الرغم من لائحة EC مشترك من عام 1983 في السنوات الأخيرة.
بحر الشمال يعاني من خلال التصريف المباشر للملوثات، من خلال التلوث الذي يؤدي إلى الأنهار معهم، وخصوصا في المناطق الساحلية المعرضة للاجهادات الذي يجمع استخدام البشري معها. وخفر السواحل لديها تأثير قوي على المشهد المتغير في جميع أنحاء ساحل بحر الشمال في الجنوب. الأنشطة السياحية والترفيهية تلعب دورا متناقضا - من ناحية أنها عبء على المناطق الساحلية بشدة، من ناحية أخرى لأنها توفر الحافز الاقتصادي المباشر، والمناظر الطبيعية سليمة إلى حد كبير و«جميلة» في الحصول عليها. بسبب الصيد الجائر انكمش في 1970s، وخاصة سكان بحر الشمال الرنجة. وقد انخفضت تراكمات بشكل كبير على الرغم من لائحة EC مشترك من عام 1983 في السنوات الأخيرة.
من أجل حماية بحر الشمال اجتمعت الدول المشاطئة مختلف الاتفاقات. وكان اتفاق بون لعام 1969 أول معاهدة دولية لحماية البيئة في بحر الشمال والمتضررين فقط من الآثار السلبية المحتملة لإنتاج النفط.
اتفاقات أوسلو (1972) وباريس (1974) يعملون لأول مرة على نطاق أوسع مع الملوثات في البحر؛ في متابعته اعتمدت-على المشاطئة 1992 أوسلو وباريس الاتفاقية. الدول المتشاطئة هي المسؤولة عن حماية البيئة على السواحل الذين المتخذة في هذا الصدد، والأنظمة الوطنية المختلفة. في ألمانيا، والحديقة الوطنية بحر وادن يشكلون في شليسفيغ هولشتاين، ساكسونيا السفلى وهامبورغ، أكبر الوطنية الحدائق العامة.

## أهم الموانئ في بحر الشمال
- ميناء لندن
- ميناء روتردام
- ميناء أمستردام
- ميناء هامبورغ
- ميناء أنتويرب